# Dunbar’s Hospital

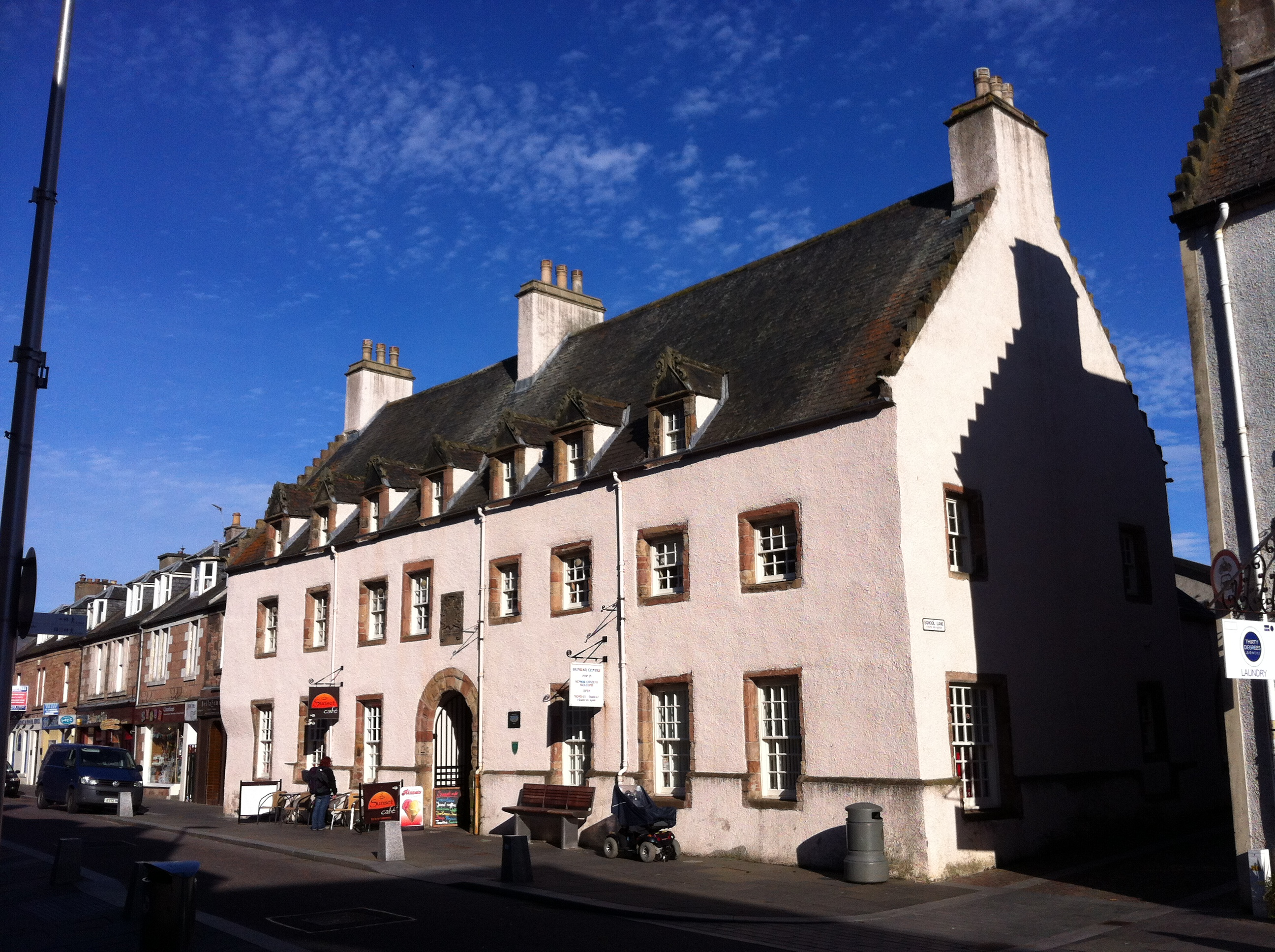
Dunbar’s Hospital

Dunbar’s Hospital ist ein ehemaliges Krankenhaus in der schottischen Stadt Inverness in der Council Area Highland. 1971 wurde das Bauwerk in die schottischen Denkmallisten in der höchsten Denkmalkategorie A aufgenommen.

## Geschichte
Alexander Dunbar, Provost (etwa: Oberbürgermeister) von Inverness, stiftete das Krankenhaus im Jahre 1668. Überlieferungen zufolge wurde beim Bau Steinmaterial der zerstörten Zitadelle Cromwells wiederverwendet. 1687 wurde das Gebäude der Kirchengemeinde übertragen, welche es zunächst als Schulgebäude nutzte. Mit Eröffnung des neuen Standorts der Inverness Royal Academy im Jahre 1792 endete der Schulbetrieb in diesem Gebäude. Zu den späteren Nutzungsformen zählt die Nutzung als Armenhaus und Wohlfahrtseinrichtung. Um 1900 wurde das Gebäude modernisiert. Eine archäologische Untersuchung der Wiese jenseits von Dunbar’s Hospital förderte keine Hinweise auf eine mittelalterliche Nutzung des Areals zutage.

## Beschreibung
Dunbar’s Hospital steht an der Church Street gegenüber der heutigen Old High Church im historischen Zentrum Inverness’. Die südwestexponierte Hauptfassade des zweigeschossigen Gebäudes ist etwa acht Achsen weit, jedoch in geringem Maße asymmetrisch aufgebaut. Die Fassaden sind mit Harl verputzt, wobei Einfassungen abgesetzt sind. Mittig befindet sich ein Rundbogenportal. Darüber ist eine Wappenplatte Dunbars eingelegt. Bei dieser handelt es sich um eine Replik, während die Originalplatte in einem lokalen Museum ausgestellt ist. Aus dem Dach treten sieben Satteldachgauben heraus, die mit Volutengiebeln ornamentiert sind. Die Giebel sind als Staffelgiebel ausgeführt. Rückwärtig gehen ein- und zweistöckige Anbauten ab. Eine Bruchsteinmauer fasst den Garten ein.